# 셀프 아카이빙
셀프 아카이빙(self-archiving)은 저자가 오픈 액세스를 위해 저장소에 전자 문서판 논문을 올려두고 공개하는 행위를 말한다.
이 용어는 동료평가된 학술 논문, 학술대회 발표문, 단행본 수록 논문 등을 독자들의 접근성, 논문의 활용성, 논문의 피인용 확대를 위해 저자가 자신의 학술기관 리포지터리나 공개된 저장소 등에 올리는 것을 말한다. 학술지가 주도한 오픈 액세스(OA)를 골드 OA라 부르는 것에 대응하여 저자가 직접 공개하는 셀프 아카이빙은 그린 OA(green open access)라 부르기도 한다.

## 기원
셀프 아카이빙은 스테판 하르나드(Stevan Harnad)가 1994년에 올린 게시물인 '파괴적 제안'에서 선명하게 제안되었다. 물론 그 이전부터 80년대에는 익명 FTP 서버에서 공유하던 경우도 있었고(CiteSeer), 물리학계에서는 90년대 초반부터 웹에서 빠른 공유를 시도하고 있었다(arXiv).
그린 OA 개념은 '폐쇄적 학술지 환경임에도 불구하고 저자 스스로는 OA를 할 수 있다'는 식으로 묘사되었다. 논문 자체가 아니더라도 논문의 초안이나 다른 버전은 셀프 아카이빙 방식으로 공유할 수 있다. 학술기관 리포지터리나 유사한 저장소를 통하면 되며 다수의 대학들이 이러한 공유를 지원하고 있다. 꼭 사본이 아니어도 되며 저자는 원본 역시 아카이빙 가능하다. 엄격하게는 출판 전 논문만 가능할 수도 있지만 그럼에도 불구하고 셀프 아카이빙은 저자들이 출판사와는 별개로 공개된 곳에 아카이빙하자는 일종의 운동이다.

## 실행
연구자들이 출간된 논문 중 출판사에 저작권이 넘어간 논문을 셀프 아카이빙하는 것은 종종 저작권 침해 논란으로 이어진다. 출간 전 논문은 거의 문제가 되지 않는다.
2003년에 80개 학술지의 저작권 약관을 분석한 결과에 따르면 90%의 학술지는 연구자들에게 저작권을 요구했고 42.5%만이 셀프 아카이빙을 허용했다. 2014년 연구에서는 70%의 학술지가 부분적으로 셀프 아카이브를 허용, 62%의 학술지가 출간전, 출간후 양쪽의 아카이빙을 허용했다. 2017년 연구에서는 41%의 학술지가 출간전 혹은 출간후 논문의 아카이빙을 허용했다.
셀프 아카이빙의 위치는 학술기관 리포지터리, 프로젝트별 리포지터리, 개인 웹사이트, 개인의 SNS 등이 포함된다. 몇몇 출판사들은 셀프 아카이빙을 엠바고 이후(6~12개월 이후)로 요구하기도 한다(SHERPA/RoMEO). 엠바고 기간중에도 저자에게 요구하여 논문을 받을 수 있다.
멘델레이, Academia.edu, 리서치게이트 등과 같은 서지 관리 소프트웨어에서는 연구자들끼리 논문을 공유하기가 더 수월하다. 이 사이트들이 연구자들의 기여 혹은 저작권 위반을 상업적으로 악용한다는 비판도 있다. 이 사이트들은 출판사들의 공격대상이 되고있기도 하여 엘제비어는 디지털 밀레니엄 저작권법을 이용해 Academia.edu를 위협하기도 했다. SNS들은 논문공유에 충분히 적합하지는 않다.
2013년 독일은 그린 OA를 위한 법적 근거를 마련했다. 저자의 2차 출판권을 보장하는 형태로 독일의 저작권법을 개정한 것이다. 다시말해 연구자가 출판사측에 저작권을 양도했더라도 저자는 합법적으로 자신의 연구를 셀프 아카이빙할 수 있는 것이다. 단 최초 출간후 12개월 이후에 가능하다.

## 같이 보기
- 인터넷 아카이브
- 학술 출판(academic publishing)
- 출판 전 논문(preprint)
- 포스트프린트(postprint)
- arXiv